# Полярный рейс
«Поля́рный рейс» — полнометражный художественный фильм режиссёра Сергея Чекалова. Вышел в прокат в 2013 году.

## Сюжет
Игорь, работающий на Севере по контракту, находится вдали от дома долгих три года. Он скучает по любимой жене Люде и детям, но крайняя необходимость заработать деньги не даёт возможности вернуться в семью.
Его транспортный самолёт совершает рейс в район небольшого северного посёлка и теряет управление в небе. Как командир экипажа, Игорь берёт экстренную ситуацию в свои руки и успешно выполняет аварийную посадку. Лётчики привозят местным жителям новогодние подарки, продовольствие и медикаменты. В знак благодарности местный шаман Танкул дарит Игорю волшебный талисман — белого пса, который становится неизменным спутником во всех приключениях лётчика по дороге домой.
Тем временем супруга Игоря, утомлённая долгой разлукой, получает предложение встретить Новый год с другим мужчиной.
У Игоря есть всего 3 дня, чтобы преодолеть расстояние, обстоятельства, вернуть расположение любимой Люды и вновь обрести семейное счастье.

## В ролях
| Актёр             | Роль                                |
| ----------------- | ----------------------------------- |
| Егор Бероев       | Игорь Поляков, полярный лётчик      |
| Юлия Снигирь      | Люда Полякова, жена Игоря, врач     |
| Татьяна Орлова    | Лидия Петровна, мать Люды           |
| Дмитрий Нагиев    | Юрий Николаевич, главврач           |
| Семён Фурман      | папа Эдика                          |
| Анна Семенович    | ведущая ток-шоу                     |
| Михаил Тарабукин  | карманник                           |
| Михаил Богдасаров | Спартак Васильевич Комно, проводник |
| Евгений Сморигин  | очкарик-скрипач                     |
| Кирилл Жандаров   | Олег, муж Кати                      |
| Поля Полякова     | Катя, сестра Игоря                  |
| Юлия Галкина      | Лиза                                |
| Лина Будник       | пациентка                           |
| Олеся Жураковская | Ирина Михайловна                    |

## Места съёмок
Съёмки проходили в трёх городах Украины: в Нежине, Чернигове и Киеве.

## Саундтрек
В первый день зимы Валерия прилетела в Киев для съемок клипа на новую композицию «Я буду ждать тебя», которая стала саундтреком комедии «Полярный рейс». Автор композиции — автор и исполнительница с Украины Елена Корнеева (участница телепроектов «Шанс», «Народная звезда-2», «Шоу№ 1» Филиппа Киркорова, финалист Национального отбора «Евровидение 2011»).
«Я буду ждать тебя» — это тот случай, когда песня «ложится на слух» с первого раза, — отметила Валерия. — Эта песня о главном — о любви и с первых нот, она погружает в сказочный мир этого волшебного чувства".
Съёмки клипа проходили в огромном кинопавильоне в центре Киева и, кроме главной героини клипа — Валерии, которая перевоплотилась в образ феи, в них приняли участие сова и щенок самоедской собаки.
Костюм для Валерии создавала одна из лучших дизайнеров СНГ Анжела Лисица («Вечера на хуторе близ Диканьки», «Фигаро», «Золушка», «Сорочинская ярмарка», музыкальной комедии «Приключения Верки Сердючки», Ани Лорак, Валерий Леонтьев и Валерий Меладзе).